# Hikaru Hironiwa
Hikaru Hironiwa (広庭 輝 Hironiwa Hikaru?), född 5 juli 1985 i Tokyo prefektur, är en japansk före detta fotbollsspelare.
Hironiwa började sin karriär 2004 i Kashiwa Reysol. 2005 flyttade han till Ehime FC. Efter Ehime FC spelade han för Zweigen Kanazawa. Han avslutade karriären 2009.